# Poudrerie (météorologie)
Pour les articles homonymes, voir poudrerie et chasse-neige (homonymie).

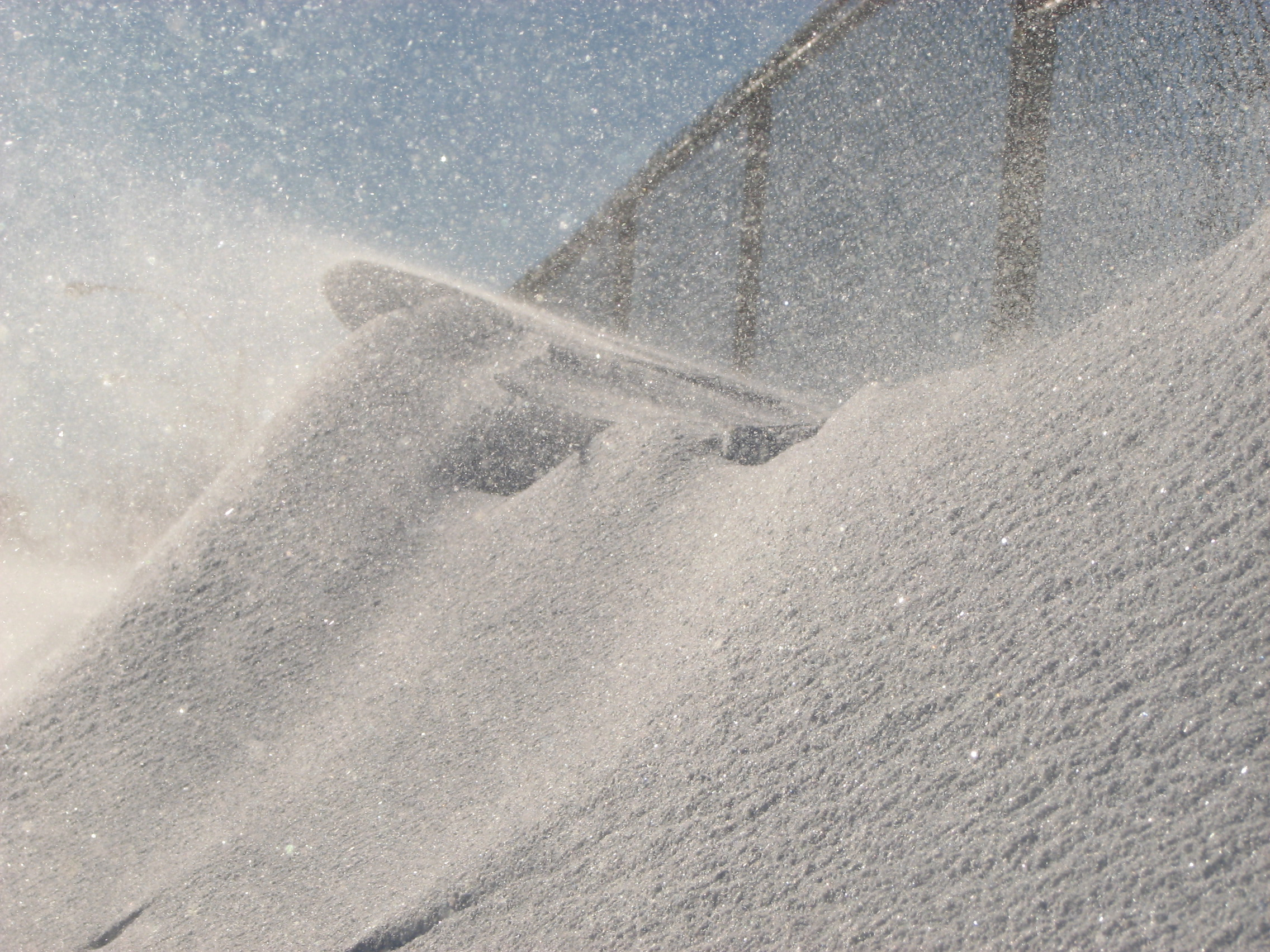
Poudrerie à Montréal.

La poudrerie est de la neige déjà au sol qui est soulevée et poussée sous l'effet du vent,. On parle de poudrerie élevée ou tout simplement de poudrerie si la visibilité est réduite. Lorsque le vent soulève la neige sous le niveau du regard et ne restreint pas la visibilité, il s'agit de poudrerie basse. Les Européens parleront de chasse-neige élevée et de chasse-neige basse. Régionalement, aux îles de Saint-Pierre-et-Miquelon, le phénomène est appelé poudrin ou poudrin de choquette,. Le code METAR pour la poudrerie basse est DRSN et celle pour la poudrerie élevée est BLSN.
Lorsque la visibilité est fortement réduite (moins d'un kilomètre) dans la neige et la poudrerie pour de longues périodes, les Américains parleront de « blizzard »,. Ce terme est réservé au Canada pour des conditions de poudrerie, avec ou sans chute de neige, réduisant la visibilité fortement et avec un refroidissement éolien important.

## Terminologie
Le terme « poudrerie » vient d'un usage qui était courant en France jusqu’à la fin du XVIIe siècle pour désigner ce phénomène et qui se perpétue au Canada. D'autre part, le terme « chasse-neige », sans adjectif, a d'autres sens dont surtout celui de l'engin employé afin de retirer la neige de la chaussée.

## Formation

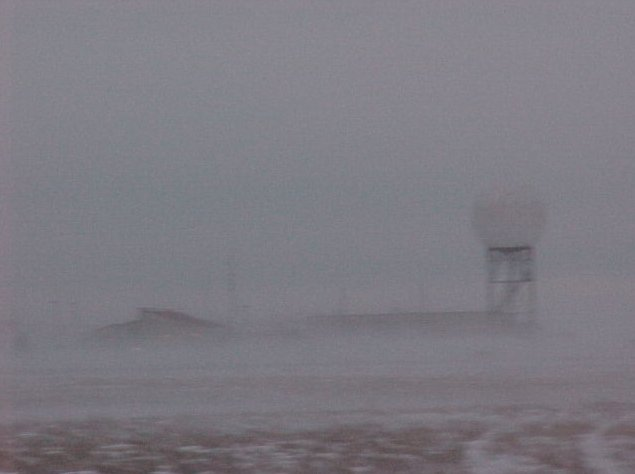
Un blizzard est une situation de poudrerie extrême.

La poudrerie peut se produire avec ou sans chute de neige et dépend de la force du vent. Il faut en général un vent de plus de 40 km/h et de la neige au sol formée de flocons assez fins pour pouvoir être soulevés.
Trois comportements de la neige sont possibles dans la poudrerie :
1. advection horizontale : les vents forts déplaçant la neige d'un endroit à l'autre sur de grandes distances en terrain plat. Dans ce cas, la visibilité peut être réduite au sol mais être excellente à quelques mètres au-dessus de celui-ci.
2. advection verticale : un certain mouvement vertical à l'échelle synoptique existe dans l'atmosphère qui fait que la neige est soulevée plus haut par le vent. On voit alors la formation de vagues de poudrerie pouvant atteindre 500 mètres d'épaisseur. La visibilité variant entre ces vagues.
3. mélange convectif-mécanique : si l'atmosphère est instable, on a la formation de rouleaux de convection similaires à ceux se formant au bout des ailes d'un avion. La neige suit alors la configuration des rouleaux et les vents peuvent en soulever d'énormes quantités en peu de temps. Dans ces situations les congères peuvent ensevelir des maisons et créer des risques d'asphyxie[10].